# Luwuk (Sulawesi)
Luwuk ist die Hauptstadt des indonesischen Regierungsbezirks Banggai (Provinz Zentralsulawesi).

## Geographie

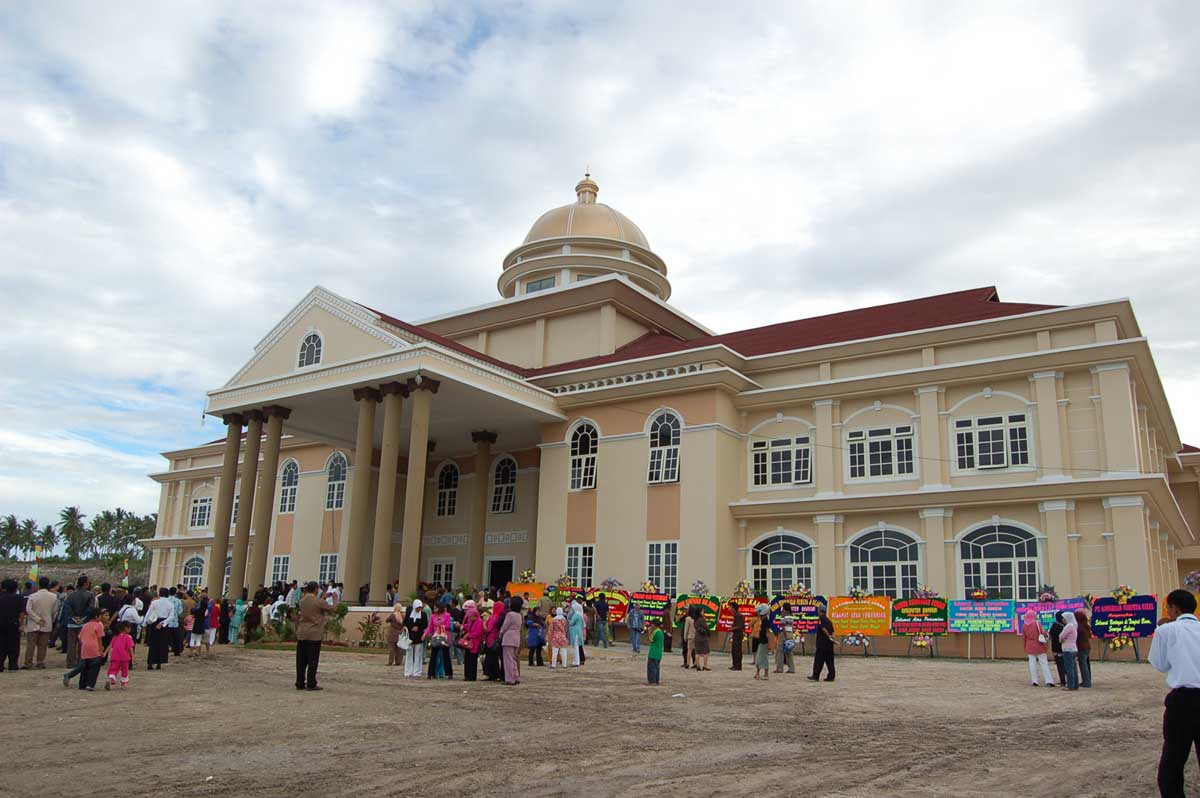
Sitz der Bezirksregierung

Luwak befindet sich an der Ostküste der Insel Sulawesi, an der Seramsee. Administrativ unterteilt sich die Stadt in die zwei Desa Lumpoknyo und Tontouan und die acht Kelurahan Baru, Bungin, Bungin Timur, Karaton, Keleke, Luwuk, Mangkio Baru und Soho.

## Fauna
Im Hafen von Luwuk gibt es eine kleine Population von Banggai-Kardinalbarschen, die aus Fischfangstationen geflohenen Tieren entstand.

## Geschichte
Am 4. Mai 2000 wurde die Region um Luwuk von einem Erdbeben erschüttert. Es hatte eine Stärke Mw 7,6 auf der Momenten-Magnituden-Skala  46 Personen kamen dadurch ums Leben.

## Infrastruktur
Bei der Stadt liegt der Flughafen Syukuran Aminuddin Amir.